# Alkylhalid
Alkylhalider (nogle gang omtalt som halogenoalkaner eller haloalkaner) er en gruppe af kemiske forbindelser der består af alkaner med en eller flere halogener. De er en undergruppe af den mere generellegruppe af carbonhalider, selvom der ofte ikke bliver gjort nogen forskel. Alkylhalider bliver brugt til mange kommercielle formål, og kendes derfor under mange forskellige kemiske og kommercielle navne. Det bliver benyttet til flammehæmmere, ildslukkere, kølemiddel, solventer, drivmidler og lægemidler. Som følge af den udprægede brug af stofgruppen har mange alkylhalider vist sig at være forurenende og giftige. Eksempelvis har det vist sig at chlorofluorocarbon (CFC-gas) at ozonhuller. Methylbromid er en kontroversiel desinfektionsmiddel. Kun alkylhalider, der indeholder chlor, brom og iod er en trussel mod ozonlaget, men flygtige fluorerede alkylhalider bidrager måske til drivhusgasser. Methyliodid, som er et naturligt forekommende stof, har ingen effekt på ozonhuller, og United States Environmental Protection Agency har kategoriseret det som ikke-ozonhulsfremmende. Alkylhalider har den generelle formel "RX", hvor R er en alkyl g X er et halogen (F, Cl, Br, I).
Alkylhalider har været kendt i flere hundrede år. Chloroethan blev produceret syntetisk ie 1400-tallet. en systematisk syntese af disse forbindelser udvikledes i 1800-tallet i takt med udviklingen af organisk kemi og forståelsen af alkaners struktur. Der blev udviklet metoder til selektiv fremstilling af C-halogenforbindelser. Dette indbefattede især alsidige metoder til at addition af halogener til alkener, hydrohalogenering af alkener og omdannelse af alkohol til alkylhalider. Disse metoder er så pålidelige og lette at implementere at alkylhalider blev billigt tilgængeligt i industriel kemi, fordi halidet kunne blive videre erstattet med andre funktionelle grupper.
Mens de fleste alkylhalider er produceret af mennesker, findes der også ikke-kunstige kilder på Jorden, hovedsageligt gennem enzym-mediatsyntese af bakterier, svampe og især makroalger. Mere end 1.600 halogenerede organiske forbindelser er blevet identificerede med bromoalkaner som det mest almindelige alkhylhalid. Bromerede organiske forbindelser spænder over biologisk produceret methylbromid til ikke-alkan aromater og umættedes forbindelser (indoler, terpener, acetogeniner og phenoler.). Halogenerede alkaner i landlevende planer er mere sjældne, men findes dog som f.eks. fluoreddikesyre produceret som gift fra mindst 40 kendt arter af planter. Specifik dehalogenaseenzymer i bakterier, som fjerner halogener fra alkylhalider, kendes også.